# Немогућа мисија 2
Немогућа мисија 2 (енгл. Mission: Impossible 2) је амерички акциони шпијунски филм из 2000. године, режисера Џона Вуа, а продуцент и главни глумац је био Том Круз. Представља наставак филма Немогућа мисија из 1996. године и други је филм у истоименом серијалу. Споредне улоге у филму тумаче Дугреј Скот, Тандивеј Њутон, Ричард Роксберг, Џон Полсон, Брендан Глисон, Раде Шербеџија и Винг Рејмс. У филму, Итан Хант (Круз) удружује се са професионалним лоповом Најом Нордоф-Хол (Њутон) да пронађе, али не и уништи генетски модификовани вирус коју држи лажни агент Агенције за немогуће мисије (ИМФ), Шон Емброуз (Скот), који је бивши Најин љубавник.
Филм је премијерно приказан 24. маја 2000. године и широм света је зарадио преко 546 милиона долара, што га је учинило најуспешнијим филмом те године и био је најуспешнији филм у серијалу 11 година. Прати га наставак Немогућа мисија 3 из 2006. године.

## Радња
Др Владимир Некорвич, био-генетичар, шаље поруку Агенцији за немогуће мисије (ИМФ) за Димитрија (лажно име Итана Хунта), његовог старог пријатеља. Он упозорава да га је његов послодавац, Biocyte Pharmaceuticals, натерао да развије биолошко оружје како би профитирао од продаје лека. Он себи убризгава вирус Химера и односи лек за њега, Белерофонт, у торби. Међутим, агент ИМФ-а Шон Емброуз, који је био прерушен у Димитрија, постаје одметнут, издаје Некорвича и краде Белерофонт.
Директор ИМФ-а Свонбек обавештава Итана о Емброузовим злочинима и задаје му задатак да поврати вирус и његов лек. Натера га да регрутује Нају Нордоф-Хол, професионалног лопова и Емброузову бившу девојку која се тренутно налази у Севиљи. Упркос њеном првобитном оклевању, Итан је натера да прати траг Емброузу до Сиднеја, где се налазе лабораторије Biocyte-а. Итан окупља свој тим, компјутерског хакера Лутера Стикела и пилота хеликоптера Билија Берда, и креће у Сиднеј док Наја поново започиње везу са Емброузом. Емброуз се састаје са генералним директором Biocyte-а, Џоном Маклојем, и показује му снимак Химере како инфицира једног од Некорвичевих колега, након чега уцени Маклоја да сарађује са њим.
Наја краде меморијску картицу на којој се налази видео и доставља је Итану. Сазнају да Химера има период мировања од 20 сати пре него што се појаве симптоми, као и да Белерофонт може спасити жртву само ако се искористи унутар тог временског периода. Када Наја дискретно врати меморијску картицу, Емброуз примети да ју је грешком ставила у погрешан џеп његове јакне. Итанов тим киднапује Маклоја ради информација и открива да је једине узорке Белерофонта узео Некорвич и да су сада у Емброузовим рукама. Међутим, Емброуз нема вирус, јер није знао да га је Некорвич себи убризгао. Итан планира да провали у штаб Biocyte-а да уништи вирус, али Емброуз, прерушен у Итана, превари Нају да открије њихов план.
Итан уништава све осим једног узорка Химере пре него што Емброузов тим отвори ватру на њега. У застоју, Емброуз наређује Наји да преузме вирус, али она га уместо тога убризгава себи и моли Итана да је убије како би уништио вирус. Итан одбија и приморан је да је остави док бежи из штаба, обећавајући да ће јој донети лек. Емброуз пушта Нају да лута улицама Сиднеја, намеравајући да покрене пандемију. Он нуди да прода Белерофонт Маклоју у замену за деонице компаније како би зарадио милијарде као већински акционар Biocyte-а. Итан се инфилтрира на састанак и упушта се у борбу са Емброузовом десном руком Хјуом Стампом, где га овај наизглед побеђује. Он доводи пораженог Итана Емброзу, који га убија. Међутим, он открива да га је Итан преварио тако што је Стампа прерушио у њега док је украо преостале узорке Белерофонта. Бесан, Емброуз са својим људима јури за њим. Док Емброзови људи прогоне Итана, Лутер и Били проналазе Нају, која је одлутала до литице да би скочила и спречила избијање заразе.
Итан убија Емброузове људе уз Лутерову помоћ и брутално пребија Емброуза на плажи. Пошто је остало још мало времена до краја 20-часовног одбројавања, Лутер стиже до Итана на плажу. Емброуз покушава последњи пут да упуца Итана, али Итан баца лек Лутеру и измиче се пре него што упуца Емброуза. Лутер убризгава Наји Белерофонт тачно на време. ИМФ поништава Најину кривичну евиденцију и Итан одлази са њом на одмор у Сиднеју.

## Улоге
| Глумац           | Улога                    |
| ---------------- | ------------------------ |
| Том Круз         | Итан Хант                |
| Дугреј Скот      | Шон Емброуз              |
| Тандивеј Њутон   | Наја Нордоф-Хол          |
| Ричард Роксберг  | Хју Стамп                |
| Џон Полсон       | Били Берд                |
| Брендан Глисон   | Џон К. Маклој            |
| Раде Шербеџија   | др Владимир Некорович    |
| Винг Рејмс       | Лутер Стикел             |
| Вилијам Мејпотер | Волис                    |
| Доминик Персел   | Улрих                    |
| Метју Вилкинсон  | Мајкл                    |
| Николас Бел      | рачуновођа               |
| Кристина Броџерс | плесач фламенка          |
| Ки Чен           | хемичар                  |
| Ким Флеминг      | Лараби                   |
| Натали Итон      | Барби                    |
| Ентони Хопкинс   | командант мисије Свонбек |

## Зарада
- Зарада у САД - 215.409.889 $
- Зарада у иностранству - 330.978.216 $
- Зарада у свету - 546.388.105 $